# Saint-Genis-l’Argentière
Saint-Genis-l’Argentière ist eine französische Gemeinde mit 986 Einwohnern (Stand 1. Januar 2022) im Département Rhône in der Region Auvergne-Rhône-Alpes. Sie gehört zum Arrondissement Lyon und zum Kanton L’Arbresle.

## Nachbargemeinden
Nachbargemeinden von Saint-Genis-l’Argentière sind Brussieu im Nordosten, Courzieu und Montromant im Osten, Duerne im Süden, Aveize im Südwesten, Souzy und Sainte-Foy-l’Argentière im Westen, sowie Saint-Laurent-de-Chamousset im Nordwesten.

## Bevölkerungsentwicklung
| Jahr                       | 1962 | 1968 | 1975 | 1982 | 1990 | 1999 | 2013 |
| Einwohner                  | 600  | 569  | 549  | 656  | 802  | 860  | 1045 |
| Quellen: Cassini und INSEE |      |      |      |      |      |      |      |